# True (Avicii by Avicii)
True (Avicii by Avicii) è l'unico album di remix del DJ svedese Avicii, pubblicato il 24 marzo 2014.
Il disco contiene rivisitazioni ad opera dello stesso DJ dei brani del primo album True.
Non è stato anticipato da singoli ufficiali, ma sono stati pubblicati sul canale YouTube dell'artista i video di Wake Me Up (Avicii by Avicii), Hey Brother (Avicii by Avicii) e You Make Me.
La base della versione Avicii by Avicii di Wake Me Up è Speed (Burn & Lotus Team F1 Mix), precedentemente pubblicata il 29 luglio 2013.

## Tracce
1. Wake Me Up – 7:05
2. You Make Me – 3:02
3. Hey Brother – 6:09
4. Addicted to You – 5:32
5. Dear Boy – 5:30
6. Liar Liar – 5:06
7. Shame On Me – 3:56
8. Lay Me Down – 6:02
9. Hope There's Someone – 8:08